# Falkenhausen (Adelsgeschlecht)

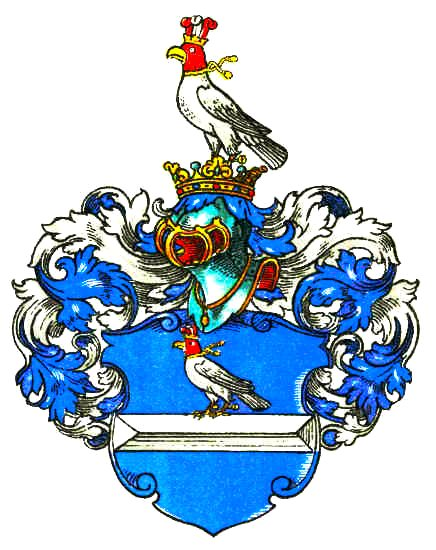
Wappen derer von Falkenhausen

Falkenhausen ist der Name eines Adelsgeschlechts, einer unehelichen Nebenlinie der Markgrafen von Brandenburg-Ansbach aus dem Hause Hohenzollern. Sieben Zweige bestehen bis heute.

## Geschichte
Stammvater der Falkenhausen ist Markgraf Carl Wilhelm Friedrich von Brandenburg-Ansbach (1712–1757). Der auch als „wilder Markgraf“ bekannte Ahnherr mit seiner großen Leidenschaft, der Beizjagd mit Falken, hatte neben der offiziellen standesgemäßen Ehe mit der Prinzessin Friederike Louise von Preußen, einer Schwester Friedrichs des Großen, auch noch ein über viele Jahre bis zu seinem Tod bestehendes uneheliches Verhältnis zu Elisabeth Wünsch (1710–1757), der Tochter eines Mühlknechts. Aus dieser Verbindung sind vier Kinder hervorgegangen, von denen drei die Kindheit überlebten.
Seiner Geliebten schenkte er das inmitten seines Lieblingsjagdreviers, aber heute nicht mehr stehende Jagdschlösschen Georgental. Der junge Fürst ging mit ihr 1734 ein Verhältnis ein und ernannte sie zur Frau von Falkenhausen.
Auch den Kindern dieser Ehe gab er den Namen von Falkenhausen. Sie wurden 1747 bzw. 1754 durch Dekret von Kaiser Franz I. in den Reichsfreiherrnstand erhoben. Söhne Friedrich Carl (1734–1796) und Friedrich Ferdinand (1748–1784) begründeten die Linien Trautskirchen und Wald, deren Nachfahren heute die Familie repräsentieren. Friedrich Ferdinand wuchs im Haushalt seines Bruders Friedrich Carl auf, der am 10. September 1755 Caroline von Beust geheiratet hatte.
Friedrich Carl, geboren 1734 in Georgenthal, wurde mit dem Rittergut Trautskirchen belehnt. Die Nachkommen dieser Linie wanderten Anfang des 19. Jahrhunderts, da sie den bayerischen Treueeid nicht leisten wollten, nach Schlesien aus, wo sie ihren königlich preußischen Vettern zum Teil in hohen Ämtern dienten.
Nachdem im Jahr 1749 die Familie von Zocha im Mannesstamm erloschen war, fiel das Lehensgut Wald an das Haus Brandenburg-Ansbach zurück. Dies kam dem Markgrafen Carl Wilhelm Friedrich gerade gelegen, um es zur standesgemäßen Versorgung seines jüngeren Sohns zu verwenden. Friedrich Ferdinand Ludwig (* 1748) wurde mit dem freigewordenen Rittergut belehnt. Es ist bis zur Gegenwart im Besitz der fränkischen Freiherren von Falkenhausen geblieben.
Wilhelm Freiherr von Falkenhausen, K. K. Rittmeister i. R., und Julius Freiherr von Falkenhausen auf Wald, königlich preußischer Leutnant a. D., wurden 1813 im Königreich Bayern bei der Freiherrnklasse immatrikuliert.
Friedrich Freiherr von Falkenhausen (1781–1840) auf Wallisfurth, Bielau, Steinhübel, Mohrau, Eylau und Broslawitz, hatte mit Benigna Freiin von Welczeck den natürlichen Sohn Friedrich. Er legitimierte ihn und so erhielt er 1836 den preußischen Adelsstand, aber erst 1862 den preußischen Freiherrnstand, zusammen mit seinen vier Söhnen Friedrich, Konrad, Alexander und Ernst sowie deren Nachfolger je nach dem Recht der Erstgeburt im Besitz von Wallisfurth (Friedrich), Bielau und Steinhübel (Konrad), Mohrau und Eylau (Alexander) und Broslawitz (Ernst).
Ernst Freiherr von Falkenhausen auf Bielau (1846–1897) heiratete 1883 Elsbeth Friedenthal (1864–1897), eine Tochter des preußischen Staatsmanns Karl Rudolf Friedenthal (1827–1890) und Fideikommissherrin auf Friedenthal bei Neiße. Er erwirkte 1894 eine Namensmehrung als Freiherr von Friedenthal-Falkenhausen, Name und Freiherrnstand vererblich am Fideikommiss Friedenthal. Freiherr Axel Varnbüler übernahm die Vormundschaft für die sieben Kinder des 1897 gestorbenen Freiherrn Ernst von Friedenthal-Falkenhausen. Es galt die Besitzungen in Bielau, die Bielauer Zucker- und Ölfabriken sowie die vom Schwiegervater Friedenthal herrührenden Giesmannsdorfer Fabriken für die Erben zu verwalten. In diesem Zusammenhang wurde Günther von Falkenhausen 1906 wegen Verschwendung entmündigt. 1910 begann eine Erbteilung, der Anteil an der Zeitung "Die Post" wurde verkauft, die Nachlassregelung zog sich aber noch bis 1918 hin.
Die Nachfahren seines älteren Bruders Alexander Freiherr von Falkenhausen (1844–1909) tragen wegen nicht erfüllter Bedingungen die Namensführung von Falkenhausen und sind entsprechend in den briefadeligen Genealogien des GHdA publiziert.

## Wappen
In Blau ein dreikantiger silberner Balken, auf dem ein goldenbewehrter naturfarbener (silberner) Jagdfalke sitzt, dessen Kopf eine rote Kappe mit goldenen Schellen und rotem Federbusch trägt. Auf dem Helm mit blau-silbernen Helmdecken der Falke.

## Namensträger
- Alexander von Falkenhausen (General) (1878–1966), deutscher General
- Alexander von Falkenhausen (Maler) (1770–), deutscher Maler
- Alexander von Falkenhausen (Rennfahrer) (1907–1989), deutscher Rennfahrer und Konstrukteur
- Elisabeth von Falkenhausen (1923–2021), deutsche Sachbuchautorin und Heimatforscherin
- Friedrich von Falkenhausen (1869–1946), Regierungspräsident des Regierungsbezirkes Potsdam (1914)
- Friedrich Wilhelm von Falkenhausen (1821–1889), preußischer Generalleutnant
- Gotthard von Falkenhausen (1899–1982), deutscher Bankier
- Hans-Joachim von Falkenhausen (1897–1934), deutscher SA-Oberführer
- Lothar von Falkenhausen (* 1959),  deutsch-amerikanischer Archäologe und Sinologe
- Ludwig von Falkenhausen (1844–1936), preußischer Generaloberst im Ersten Weltkrieg
- Susanne von Falkenhausen (* 1951), deutsche Kunsthistorikerin und Kunstkritikerin
- Vera von Falkenhausen (* 1938), deutsche Byzantinistin

## Weitere Literatur
- Siglinde Buchner: Die Kinder des Markgrafen Carl Wilhelm Friedrich. In: Werner Mühlhäußer: Gunzenhausen. Fürstliche Residenz unter Markgraf Carl Wilhelm Friedrich von Brandenburg-Ansbach (reg. 1729–1757). Schrenk-Verlag Gunzenhausen 2007, S. 31 ff.
- Siglinde Buchner: Der "Wilde Markgraf" und seine Mätresse Elisabeth Wünsch. In: Alt-Gunzenhausen. Heft 62, 2007, S. 7 ff.
- Siglinde Buchner: Die Enkelkinder des Markgrafen Carl Wilhelm Friedrich von Brandenburg-Ansbach. In: Alt-Gunzenhausen. Heft 62, 2007, S. 44 ff.
- Siglinde Buchner: Stammt die Mätresse des "Wilden Markgrafen" und Stamm-Mutter der Freiherren von Falkenhausen aus einer Exulanten-Familie? Zum 250. Todesjahr der Elisabeth Wünsch. In: Blätter für fränkische Familienkunde. Hrsg. Gesellschaft für Familienforschung in Franken, Bd. 30, 2007, S. 177 ff.